# Baltschiederklause
Die Baltschiederklause ist eine Hütte des Schweizer Alpen-Clubs (SAC) zuhinterst im Baltschiedertal (Wallis).

## Lage
Das Bietschhorn (3934 m) liegt 3,2 Kilometer westlich der Hütte. Rund um die Hütte befinden sich im Uhrzeigersinn:
- Stockhorn (3212 m)
- Bietschhorn (3934 m)
- Breithorn (3784 m) und das
- Strahlhorn (3201 m)

In der Nähe befindet sich auch der Baltschieder-Gletscher.

## Geschichte
Die Baltschiederklause gehört zu den sehr wenigen SAC-Hütten, die nach einer Person benannt sind (z. B. Cabane Rambert, Chamanna Jenatsch, Topalihütte, Bordierhütte). Der Industrielle und Eugeniker Julius Klaus (1849–1920) aus Uster vermachte dem Schweizerischen Alpenclub 30'000 Franken, damit dieser eine Hütte baue. Er knüpfte dies an zwei Bedingungen: Die Hütte müsse in der deutschsprachigen Schweiz stehen, und sie müsse seinen Namen tragen. Die SAC-Sektion Blümlisalp nannte die Hütte sinnigerweise „Baltschiederklause“.
1922 auf der heute noch sichtbaren Grundfläche von ca. 6 × 5 Metern erbaut, besass die Baltschiederklause 25 Schlafplätze. In den Jahren 1981/1982 erfolgte ein Ausbau auf 40 Plätze und die Verschiebung des ungeschützten, noch heute sichtbaren Eingangs. Seit 1997 kann die Hütte sogar 76 Personen beherbergen. Da sie so abgelegen liegt, wurde die Hütte in den 1920er Jahren von durchschnittlich 150 Berggängern pro Jahr besucht. In den frühen 2000er Jahren lagen die Gästezahlen bei 1200 Besuchern pro Saison.
Von Anbeginn bis 2006 wurde die Hütte von derselben Familie bewartet.

## Zugang
Die Hütte gehört zu den abgelegenen Hütten des SAC. Es gibt zwei Möglichkeiten, den durch das Baltschiedertal führenden Zustiegsweg zu erreichen:
- Von der Bahnstation Ausserberg auf der Strasse bis auf 1264 m Höhe gehen. Dann gibt es zwei Möglichkeiten: Den 1,6 km langen Stollen benutzen (Schwierigkeit auf der SAC-Wanderskala: T2, Lampe mitnehmen) oder den alten Niwärch-Wasserleitungen entlanggehen (Schwindelfreiheit wird vorausgesetzt, T4). Dauer 6,5 Stunden. Mit einer Sonderbewilligung kann mit dem Auto bis Choruderri gefahren werden, was den Anstieg um etwa eine Stunde verkürzt.[4]
- Von Eggerberg über Eggen – Suone Gorperi – Ze Steinu – Hobitzu und zur Hütte, 6 Stunden, T2.

Alleine durch den langwierigen Zustieg wird der Besuch der Baltschiederklause zu einer Zweitagestour.

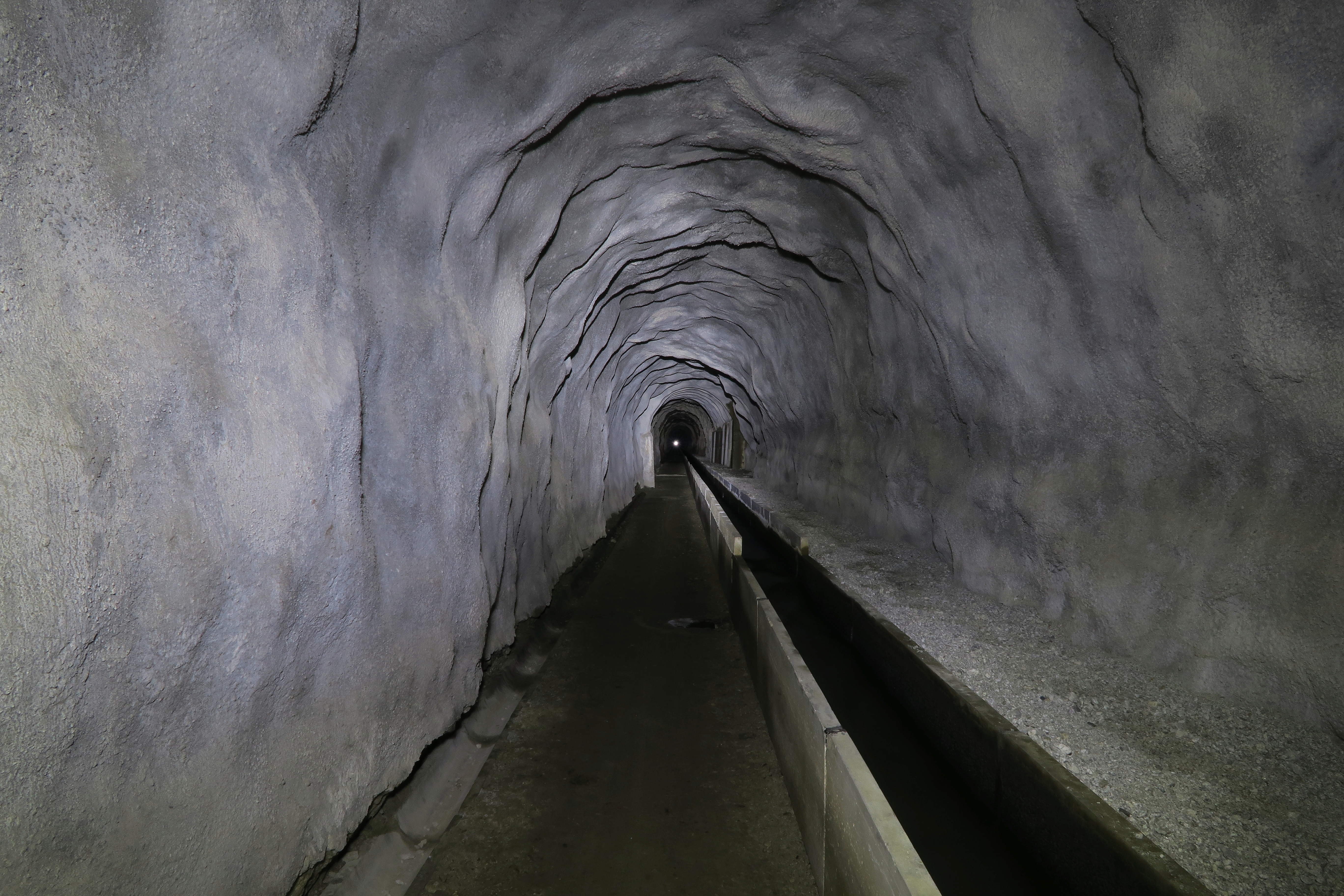
Stollen mit Suone (rechts)
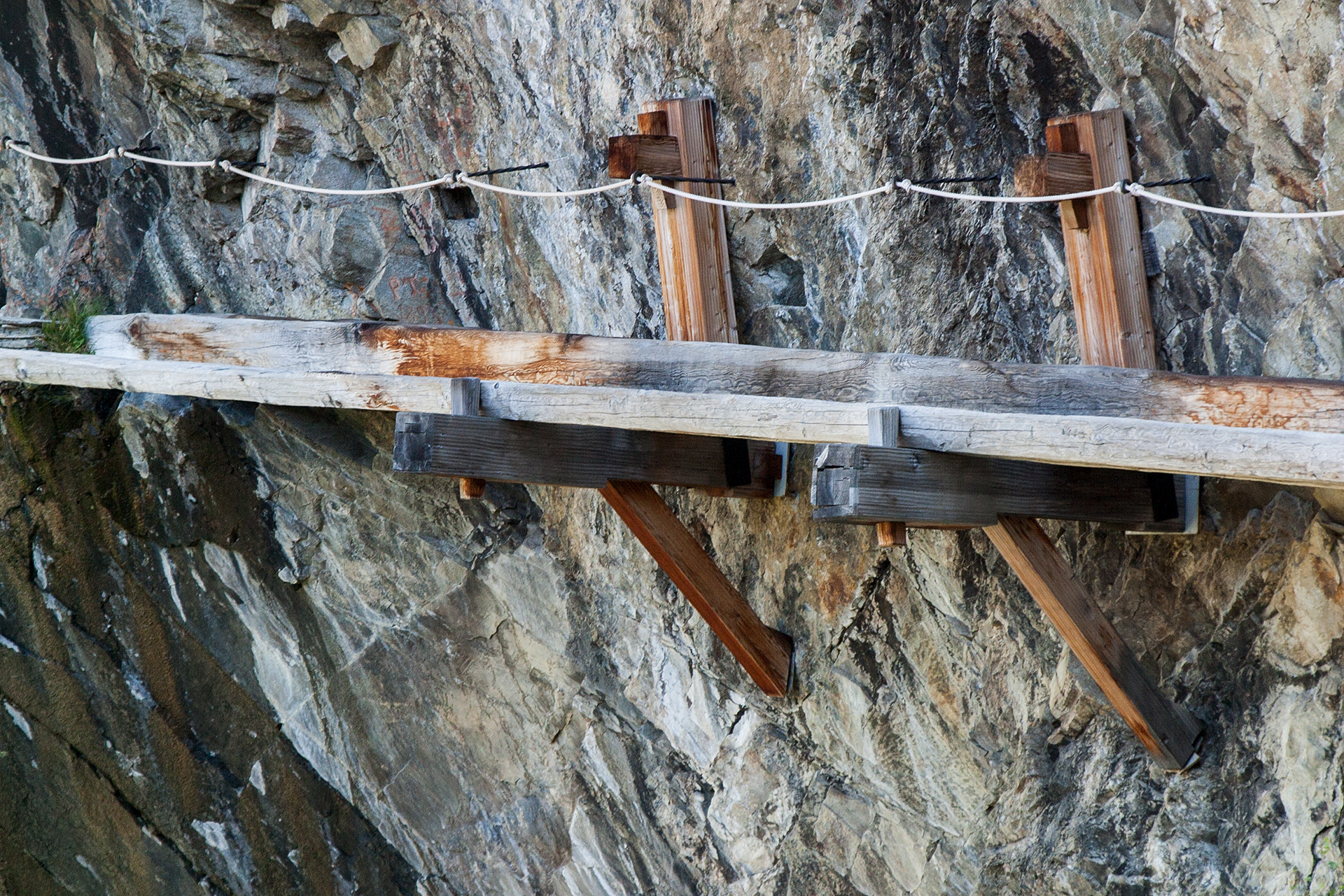
Suone mit Weg ins Baltschiedertal
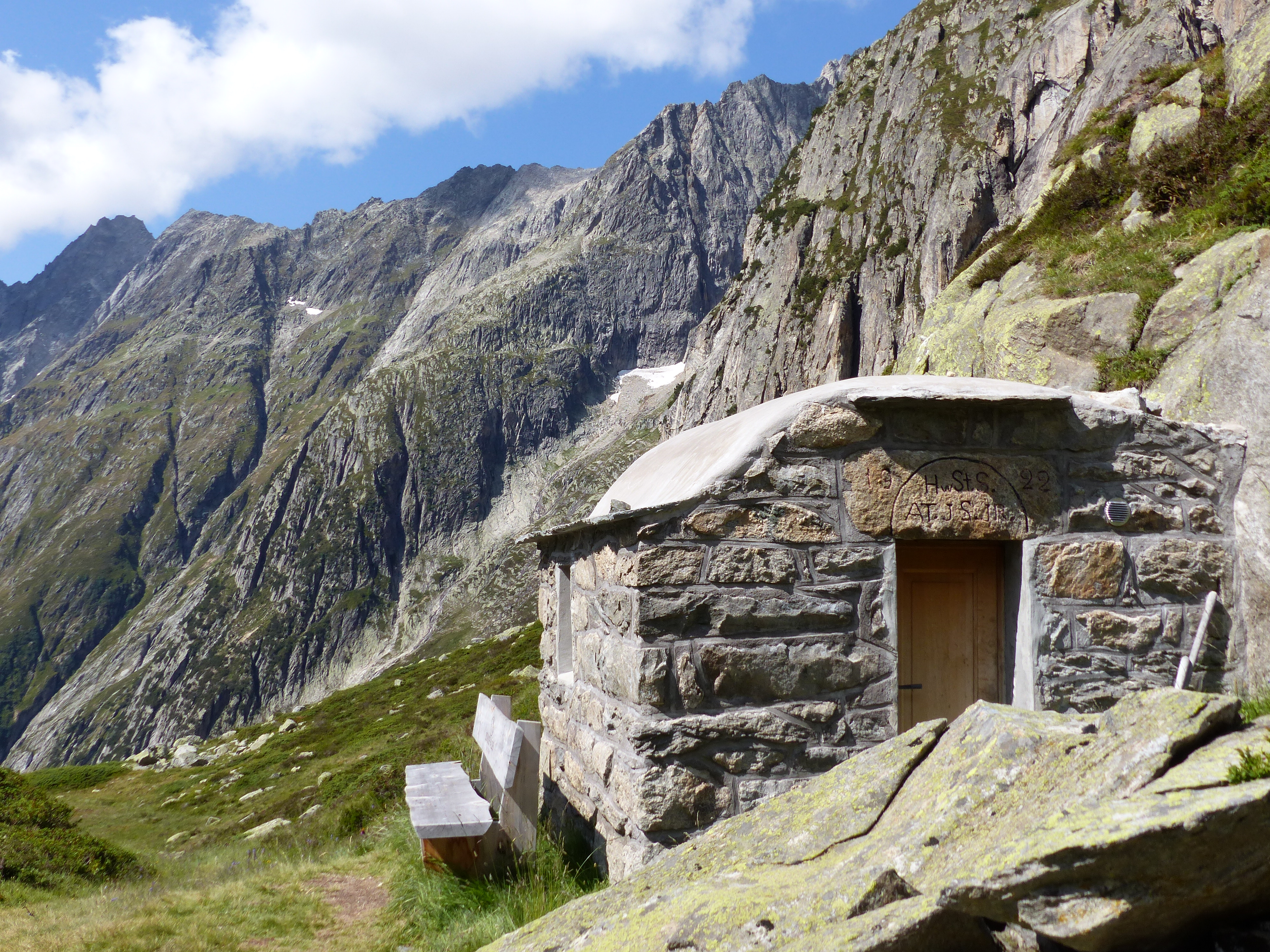
Hohbitzu-Kapelle (2200 m)
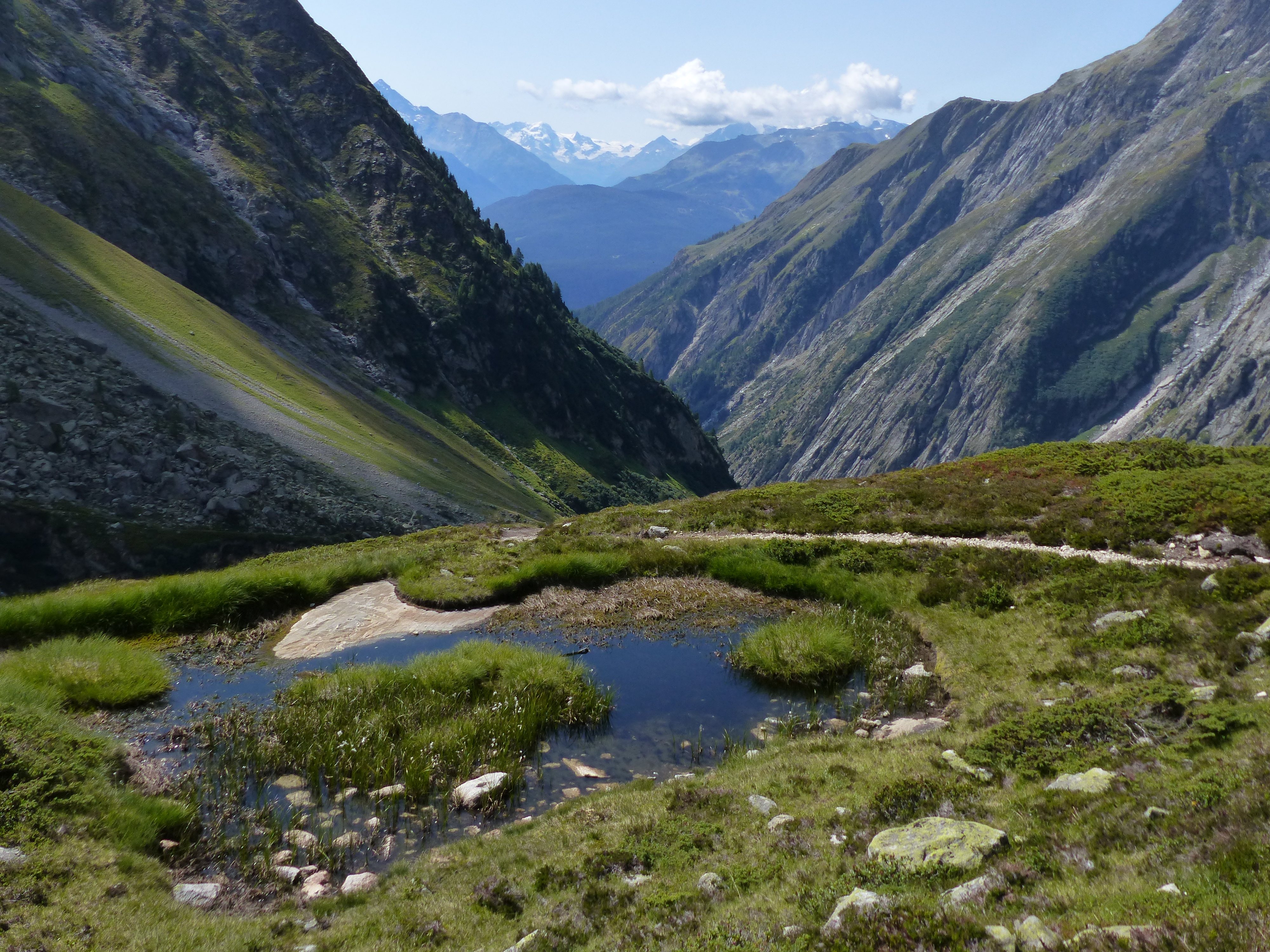
Tümpel bei der Hohbitzu-Kapelle
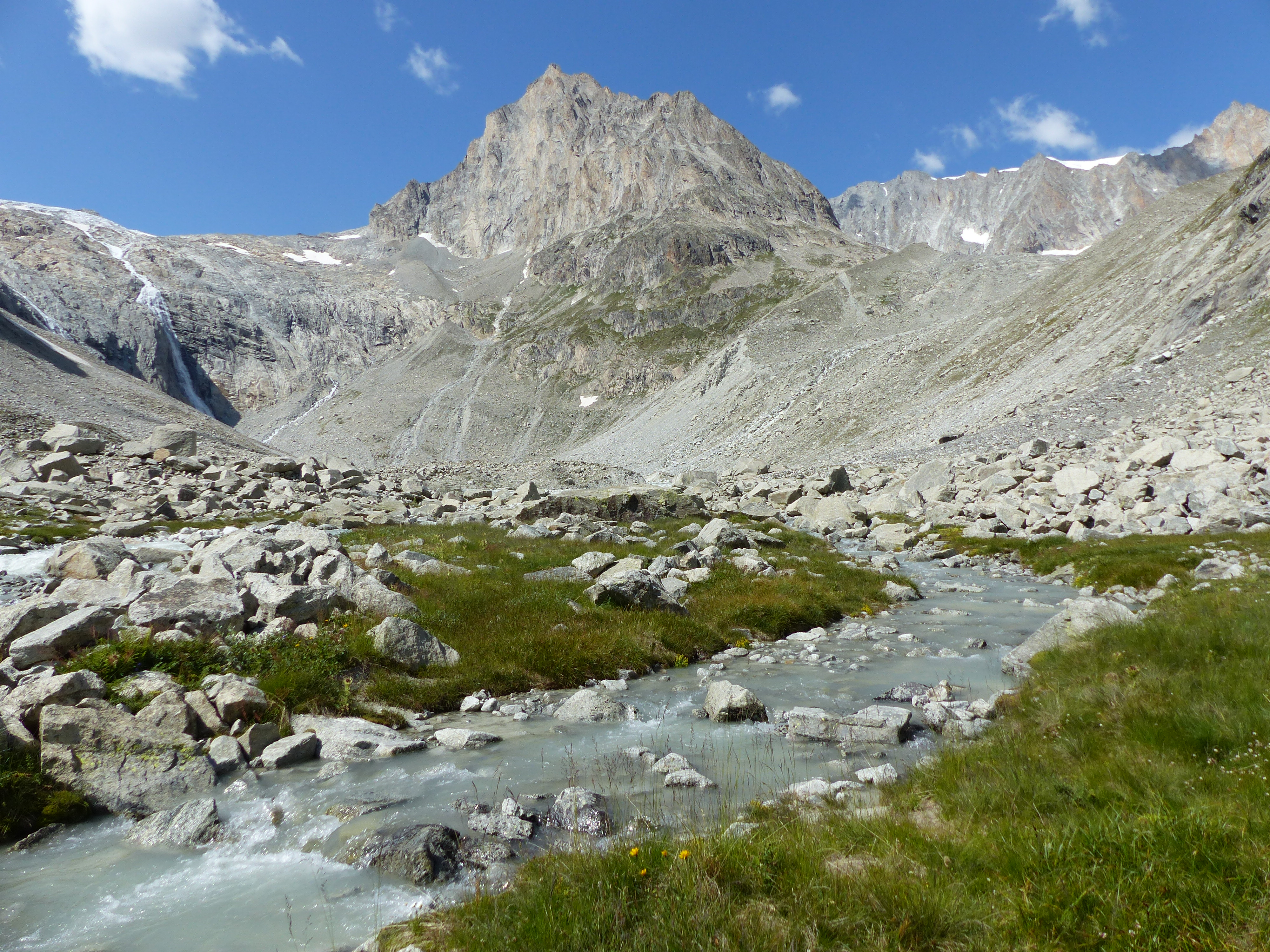
Baltschiederbach mit Baltschiederklause (annotiert)

## Umgebung

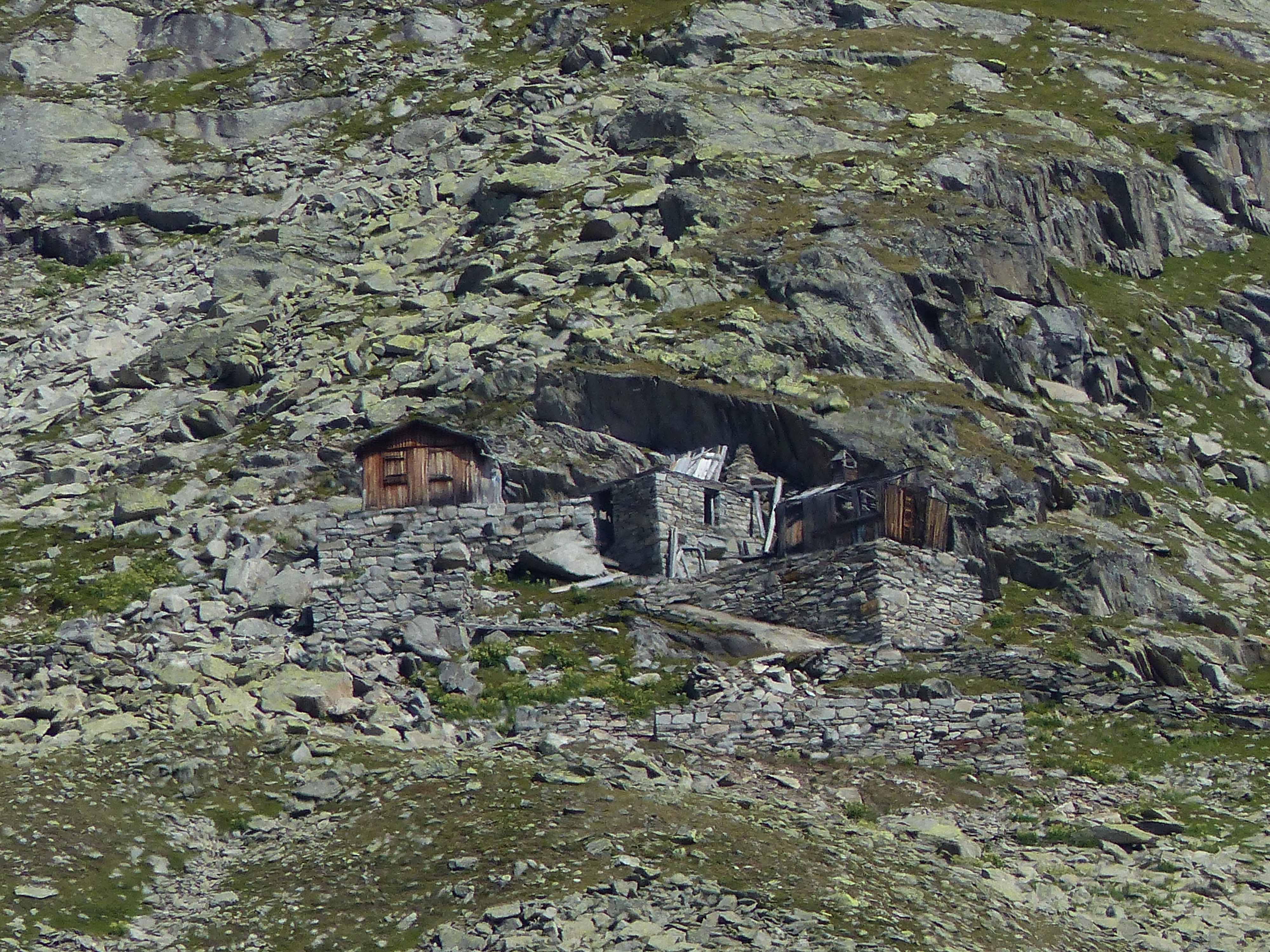
Ehemalige Molybdän-Mine im Galkichumma-Kar

Die Umgebung ist bekannt für die Versuche, Molybdän-Erz abzubauen. Im Ersten Weltkrieg gab es erste Versuche, dieses Molybdän abzubauen; im Zweiten Weltkrieg waren 80 Männer im Bergwerk beschäftigt und etwa 28 Tonnen Erz wurden gefördert. In den 1960er und 1970er Jahren gab es noch einige Versuche, gewinnbringend Molybdän abzubauen, jedoch ohne Erfolg – der Bau einer Seilbahn wurde aus Landschaftsschutz-Gründen untersagt. Das Barackendorf auf dem Galkichumma-Hang (2600 m) zerfällt mehr und mehr.